# پرلتسا
پُرلتسا (به ایتالیایی: Porlezza) یک شهرستان (کومونه) در ایتالیا است که در استان کومو در ناحیهٔ لمباردی واقع شده‌است.

## ویژگی‌ها
پرلتسا ۱۸٫۷ کیلومترمربع مساحت و ۴٬۳۲۵ نفر جمعیت دارد.

## نگارخانه

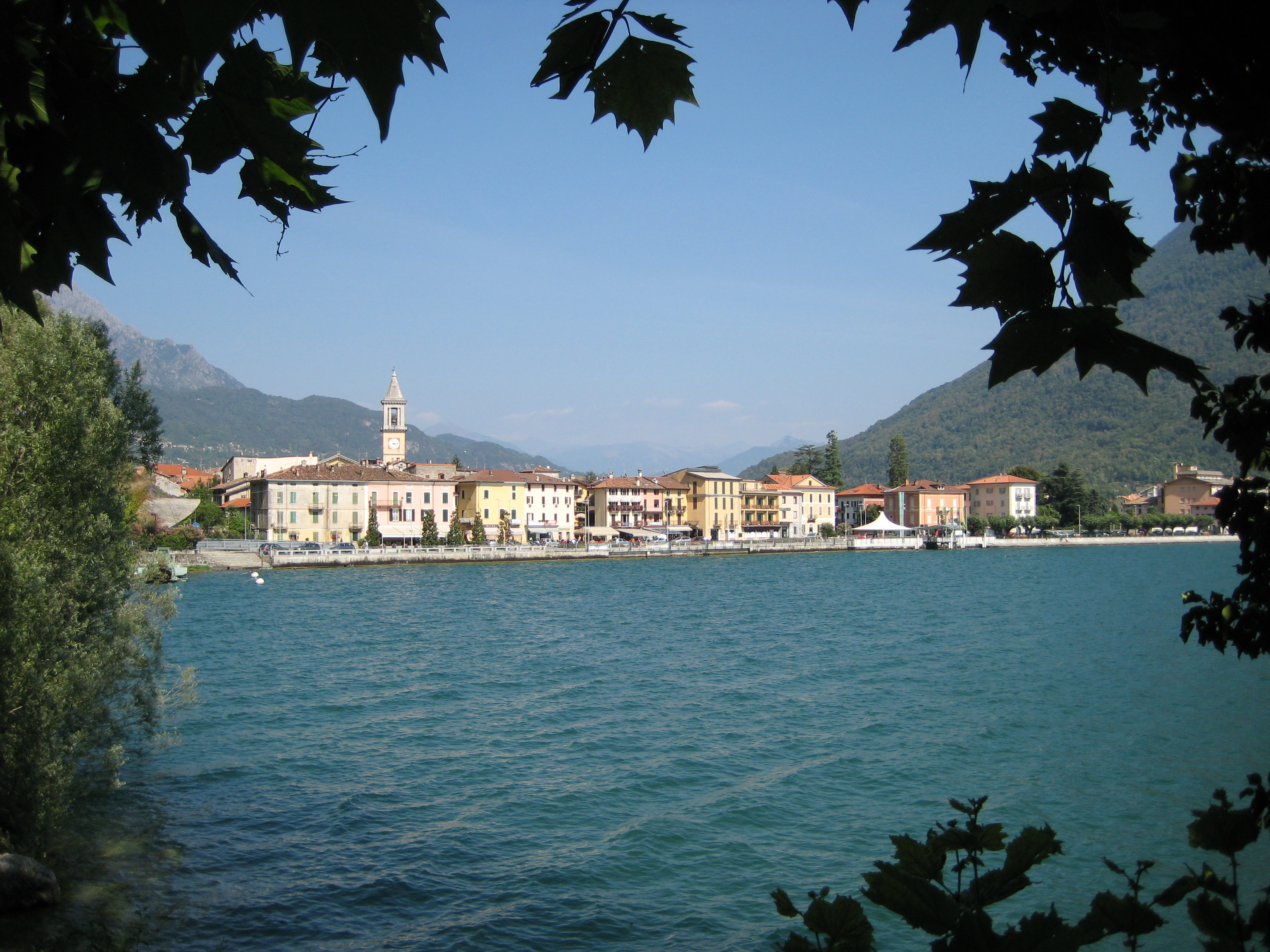
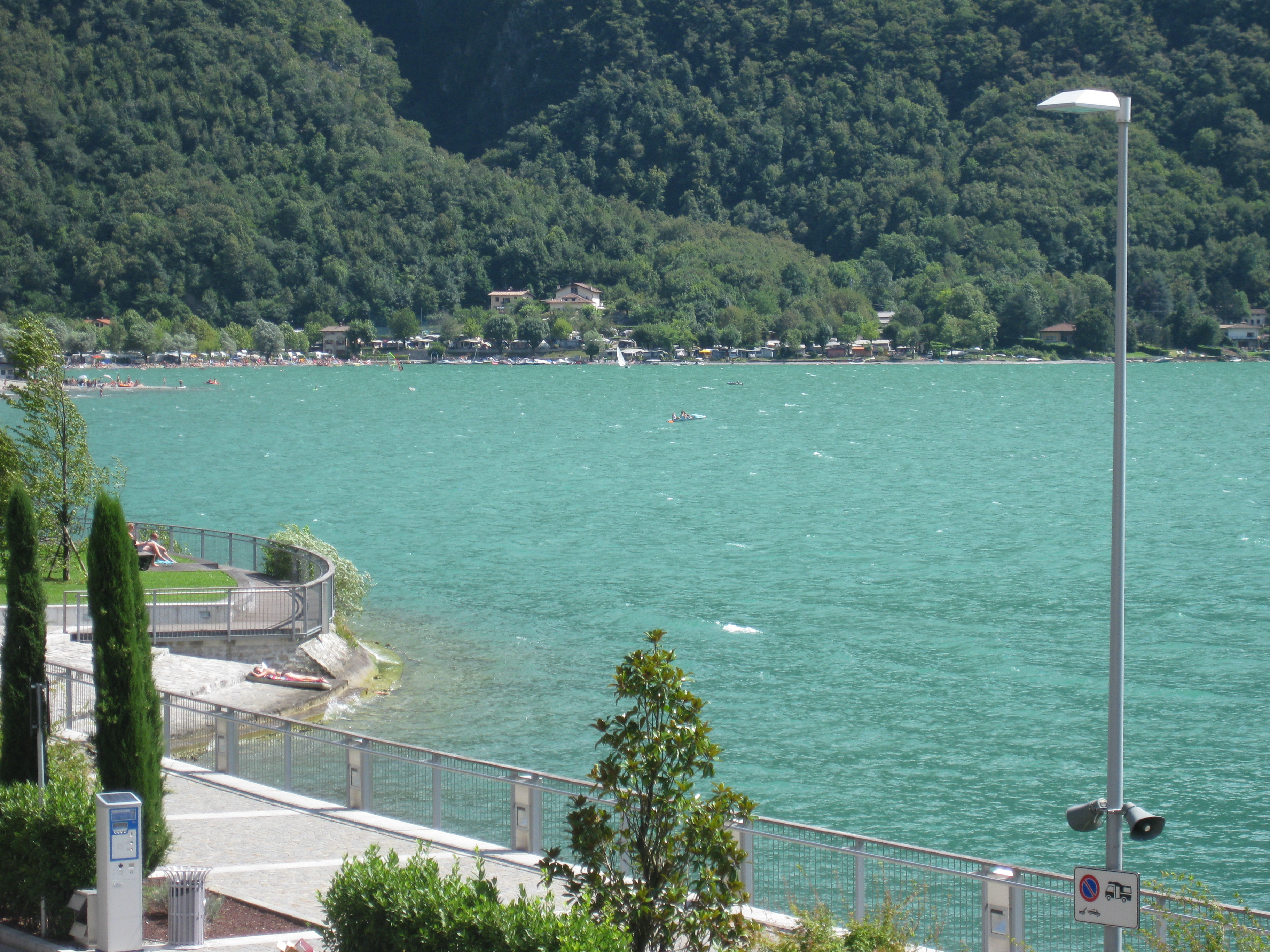
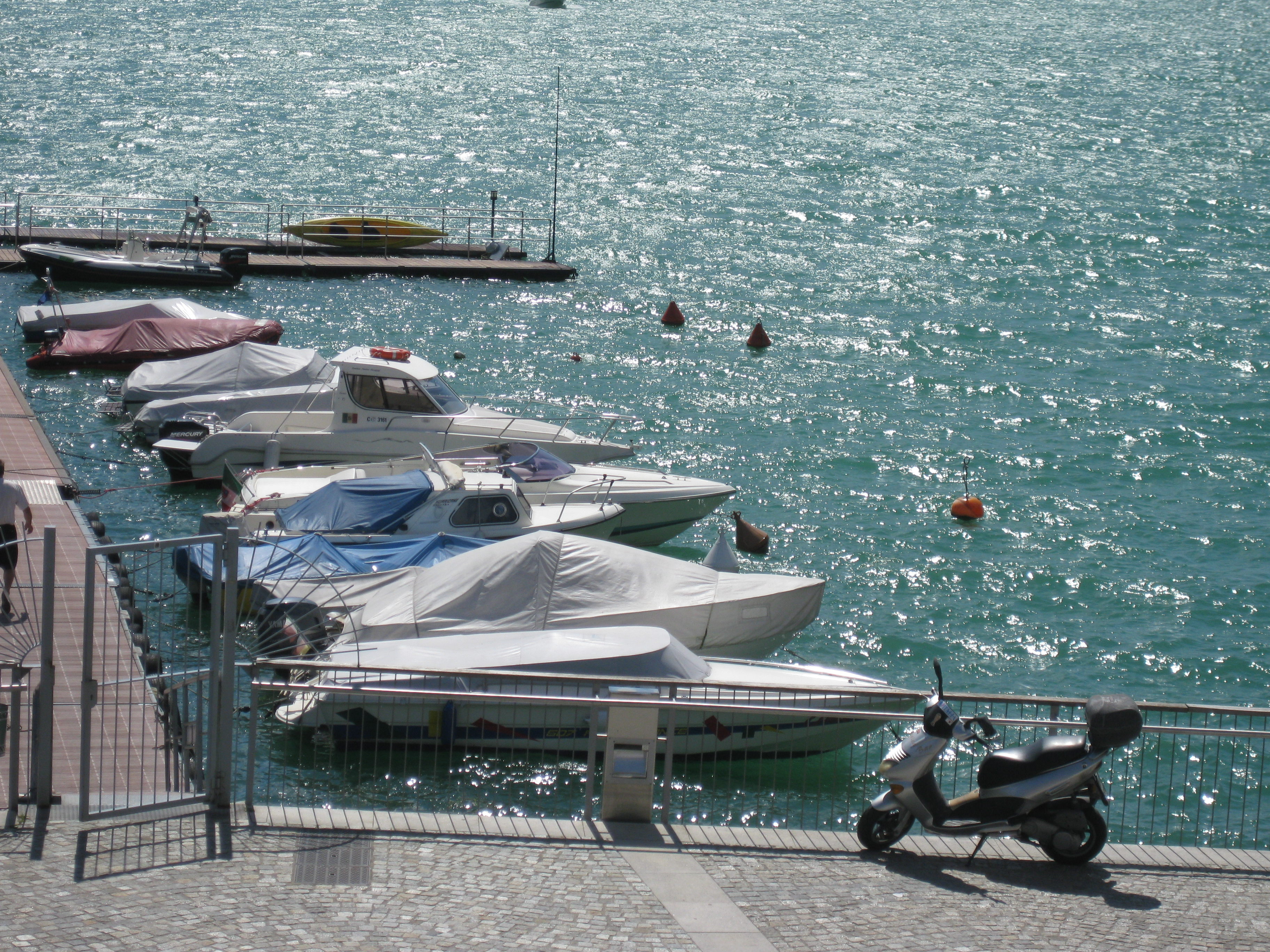
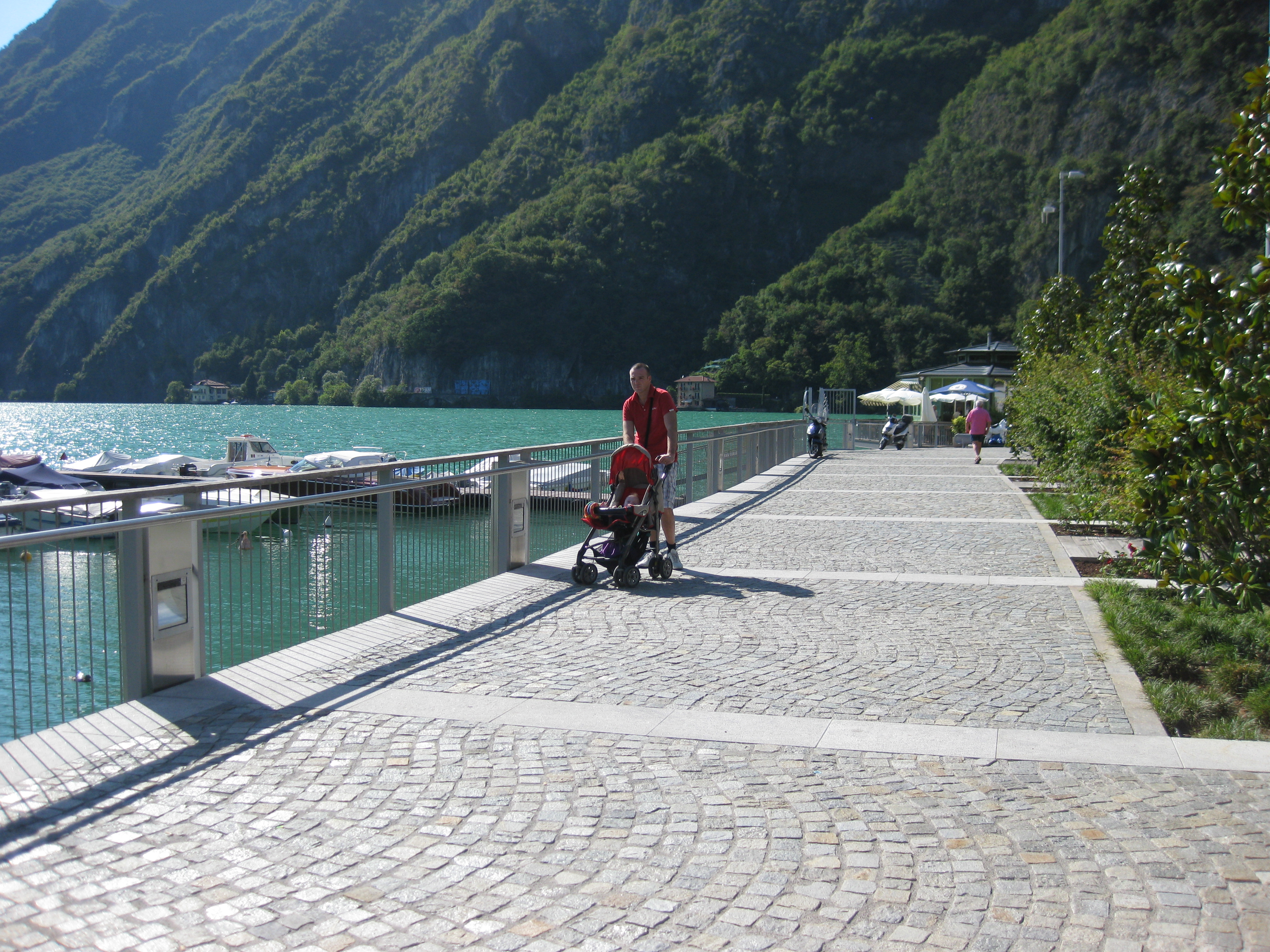
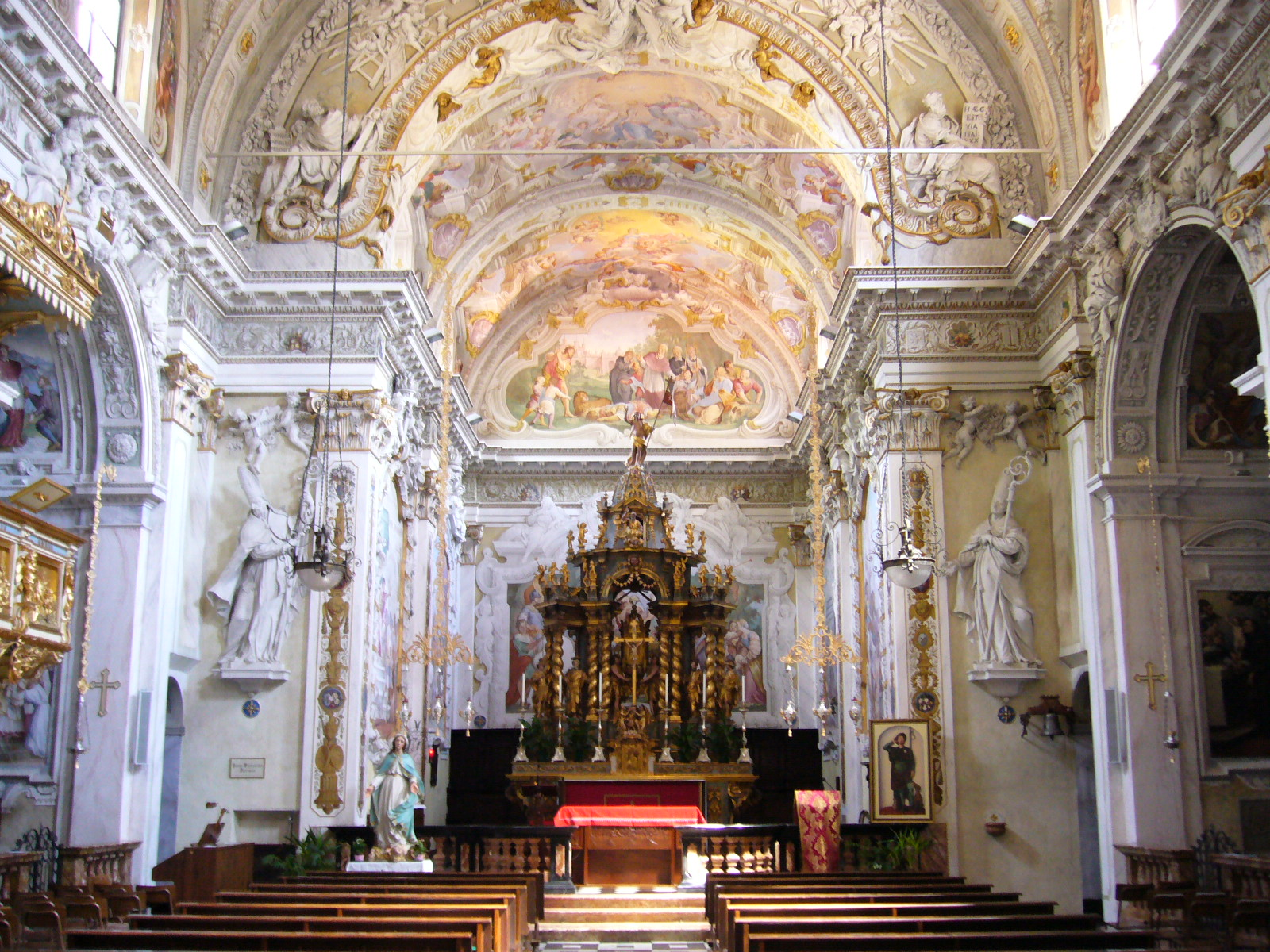
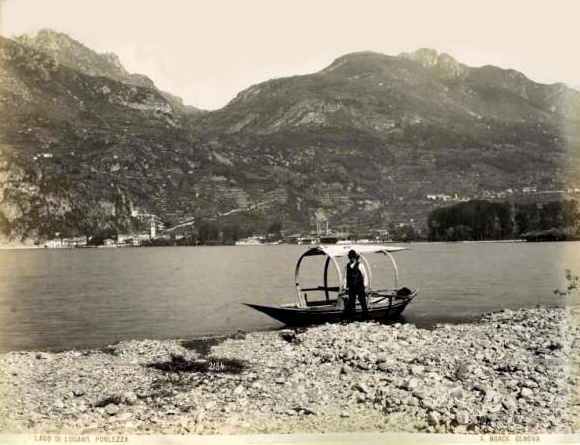
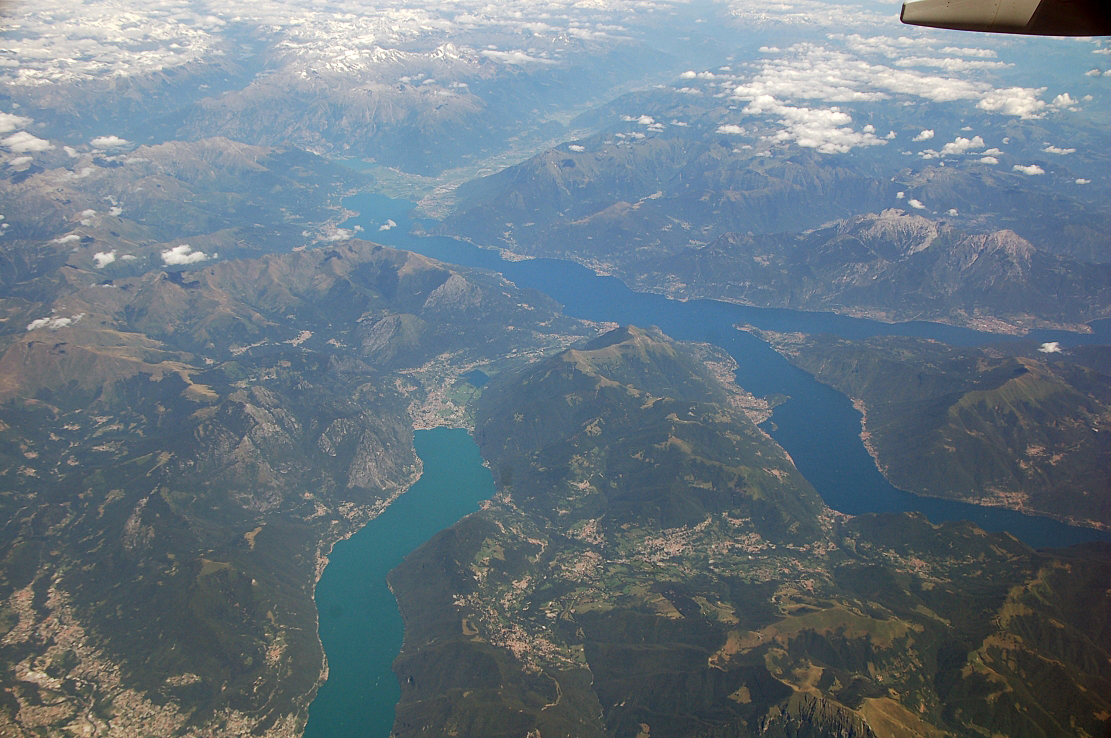